# Darlon Lamar Johnson
Darlon Lamar Johnson (27. lipnja 1981.) je američki profesionalni košarkaš. Igra na poziciji krilnog centra, a trenutačno je slobodan igrač.

## Karijera
Igrao je na sveučilištu UNLV, a u posljednjoj seniorskoj sezoni prosječno je postizao 15.5 poena i 6,3 skoka. Igrao je latvijskoj LBL ligi, američkoj NBDL ligi i ABA ligi. U sezoni 2005./06. bio je član latvijskog Ventspilsa, s kojim je na koncu sezone osvojio naslov latvijskog prvaka. Sezonu 2007./08. proveo je kao član turskog Darüşşafaka. U svibnju 2008. odlazi katarski Al-Rayyana, a kasnije je prešao u redove kuvajtskog Al-Sahela. Sezonu 2008./09. započeo u turskom Banvitu iz kojeg je otišao zbog neredovitog plaćanja, a ista mu se situacija ponovila i u drugoj turskoj momčadi Aliaği. U toj sezoni, Johnson je odigrao 15 susreta s prosječnih 10.9 poena (51.3% za dvicu, 40% za tricu), 5.6 skokova, 1.7 asista i jednom blokadom, dok je u Eurochallengeu tijekom četiri utakmice prosječno upisivao 9.5 poena (57.1%, 30.8%), 4.5 skokova, 1.5 asistenciju i jednu blokadu. Nije dugo čekao da pronađe novi klub. U svoje redove doveo ga je hrvatski Split CO kao pojačanje za hrvatsku košarkašku Ligu za prvaka, kako bi ponovo izborili plasman u regionalnu NLB ligu. U Splitu je ponovo zaigrao sa svojim bivšim suigračem iz Ventspilsa Eddie Shannonom. Na kraju sezone napustio je klub. 

## Vanjske poveznice
- Profil[neaktivna poveznica] na FIBA.com
- Profil  Arhivirana inačica izvorne stranice od 16. veljače 2021. (Wayback Machine) na LBL Basket.com